# Minotauro Fights IV
Minotauro Fights IV foi a quarta edição do evento de lutas Minotauro Fights. O evento aconteceu no dia 4 de agosto de 2006, no Ginásio Balbininho, em Salvador
Neste evento foi disputado o título brasileiro de boxe da categoria peso médio. O título, que estava vago, foi disputado entre dois baianos: Luciano Silva e Erivan Conceição. A supervisão da disputa do título ficou a cargo da Confederação Brasileira de Boxe.
Além disso, pela primeira vez no Minotauro Fights, a organização fechou um confronto de Muay Thai na competição. A luta foi entre o bicampeão brasileiro de Boxe e estreante no Muay Thai Tarcísio Nery e o atleta da Thai Combat campeão baiano de Muay Thai, Alex Crispin.

## Background
Vitor Belfort havia sido escalado para fazer uma luta casada de Boxe. Porém, ele deixou o card devido a uma contusão na coxa que ele teve contra o holandês Alistair Overeem, durante o Strikerforce, nos Estados Unidos.
Horas antes do evento, a organização divulgou uma última mudança no card, onde o atleta Vagner Vagão desistiu de lutar pois seu oponente, André Mussi, alegou estar doente, saindo da competição. No lugar deste confronto, os promotores colocaram uma luta reserva de MMA na categoria 65 kg entre Wandson Nocaute e Renato Velame.

## Disputa do Grand Prix
A final do Gran Prix terminou empatada, assim, o evento terminou sem um vencedor. Sobre este fato, Rodrigo Minotauro, organizador do evento, falou:
| “ | "Dois juízes deram empate e um deles deu para o Eder Jones. Como fazem a maioria dos eventos grandes do mundo em casos como este, decidimos fazer um round extra, mas o Eder Jones se recusou a lutar. Nosso intuito não foi absolutamente favorecer este ou aquele lutador até porque tudo que eu queria como organizador é que o torneio tivesse um vencedor. Particularmente achei que a luta não teve nada tanto no 1º como no 2º round, daí a idéia de fazermos um round extra para desempatar. Ficamos chateados que o evento tenha terminado sem um campeão, mas muito satisfeitos com o evento como um todo que teve grandes lutas.” | ” |

### Confrontos
|  | Quartas de final                | Quartas de final |      |     | Semifinais | Semifinais |  |  | Final | Final |
|  |                                 |                  |      |     |            |            |  |  |       |       |
|  |                                 |                  |      |     |            |            |  |  |       |       |
|  |                                 |                  |      |     |            |            |  |  |       |       |
|  | Edilberto "Crocota" de Oliveira | SUB              |      |     |            |            |  |  |       |       |
|  | Edilberto "Crocota" de Oliveira | SUB              |      |     |            |            |  |  |       |       |
|  | Paulo Santos                    |                  |      |     |            |            |  |  |       |       |
|  | Edilberto "Crocota" de Oliveira | KO               |      |     |            |            |  |  |       |       |
|  | Edilberto "Crocota" de Oliveira | KO               |      |     |            |            |  |  |       |       |
|  |                                 | Fausto Black     |      |     |            |            |  |  |       |       |
|  | Fausto Black                    | TKO              |      |     |            |            |  |  |       |       |
|  | Fausto Black                    | TKO              |      |     |            |            |  |  |       |       |
|  | Cristiano Nuno                  |                  |      |     |            |            |  |  |       |       |
|  | Edilberto "Crocota" de Oliveira | DRAW             |      |     |            |            |  |  |       |       |
|  | Edilberto "Crocota" de Oliveira | DRAW             |      |     |            |            |  |  |       |       |
|  |                                 | Eder Jones       | DRAW |     |            |            |  |  |       |       |
|  | Julio Cabral                    | Eder Jones       | DRAW | SUB |            |            |  |  |       |       |
|  | Julio Cabral                    |                  |      | SUB |            |            |  |  |       |       |
|  | Rodrigo Taigra                  |                  |      |     |            |            |  |  |       |       |
|  | Eder Jones                      | TKO              |      |     |            |            |  |  |       |       |
|  | Eder Jones                      | TKO              |      |     |            |            |  |  |       |       |
|  |                                 | Julio Cabral     |      |     |            |            |  |  |       |       |
|  | Eder Jones                      | TKO              |      |     |            |            |  |  |       |       |
|  | Eder Jones                      | TKO              |      |     |            |            |  |  |       |       |
|  | Italo "Arona" Gomes             |                  |      |     |            |            |  |  |       |       |
|  |                                 |                  |      |     |            |            |  |  |       |       |